# John Reed (triatleta)
John Reed (2001) es un deportista estadounidense que compite en triatlón. Ganó dos medallas en el Campeonato Panamericano de Triatlón, oro en 2023 y bronce en 2024.

## Palmarés internacional
| Campeonato Panamericano | Campeonato Panamericano | Campeonato Panamericano | Campeonato Panamericano |
| Año                     | Lugar                   | Medalla                 | Prueba                  |
| ----------------------- | ----------------------- | ----------------------- | ----------------------- |
| 2023                    | Veracruz (México)       | Medalla de oro          | Individual              |
| 2024                    | Miami (Estados Unidos)  | Medalla de bronce       | Individual              |